# Belle Épine
Pour les articles homonymes, voir Belle épine (homonymie).
Belle Épine est un centre commercial francilien situé dans la commune de Thiais, dans le département du Val-de-Marne. Le centre commercial Belle Épine a reçu dix-huit millions de visiteurs en 2013, ce qui en fait le cinquième centre le plus fréquenté de France .

## Histoire

Ancien logotype.

Conçu par l'architecte Henri Colboc, il est inauguré en septembre 1971 et agrandi en 1993. Il est géré par Klépierre, qui administre 340 autres centres en Europe.
En 2013, des travaux de rénovation ont été lancés, avec pour objectif de rendre le centre commercial plus pratique, en améliorant la signalétique à l’intérieur du centre, en le rendant plus convivial et confortable, avec une nouvelle gamme de services et de nouveaux espaces pour se reposer et partager des moments en famille. Le 2 avril 2015, pour fêter la fin des travaux, le centre commercial a invité le groupe Kyo pour un concert.

## Caractéristiques commerciales
Le centre propose, sur une surface de 140 900 m2 :
- 209 boutiques (en 2016)
  - un hypermarché de l'enseigne Carrefour
  - 100 commerces dédiés à l’équipement de la personne
  - 28 commerces dédiés à la beauté, l’hygiène et la santé
  - 1 magasin de culture
  - 9 commerces dédiés à l’équipement pour la maison
  - 1 commerce dédié à la technologie
- 26 restaurants (en 2016)
- un complexe cinéma de 16 salles totalisant 3 609 sièges. Le cinéma a été rénové totalement en 2015 par Ora-Ito. Une extension, en cours, portera le complexe à 20 salles.
- différents cabinets médicaux
- 1 bowling

Il est équipé d'un parking d'environ 6 000 places, rénové en juillet 2006.

## Implantation locale

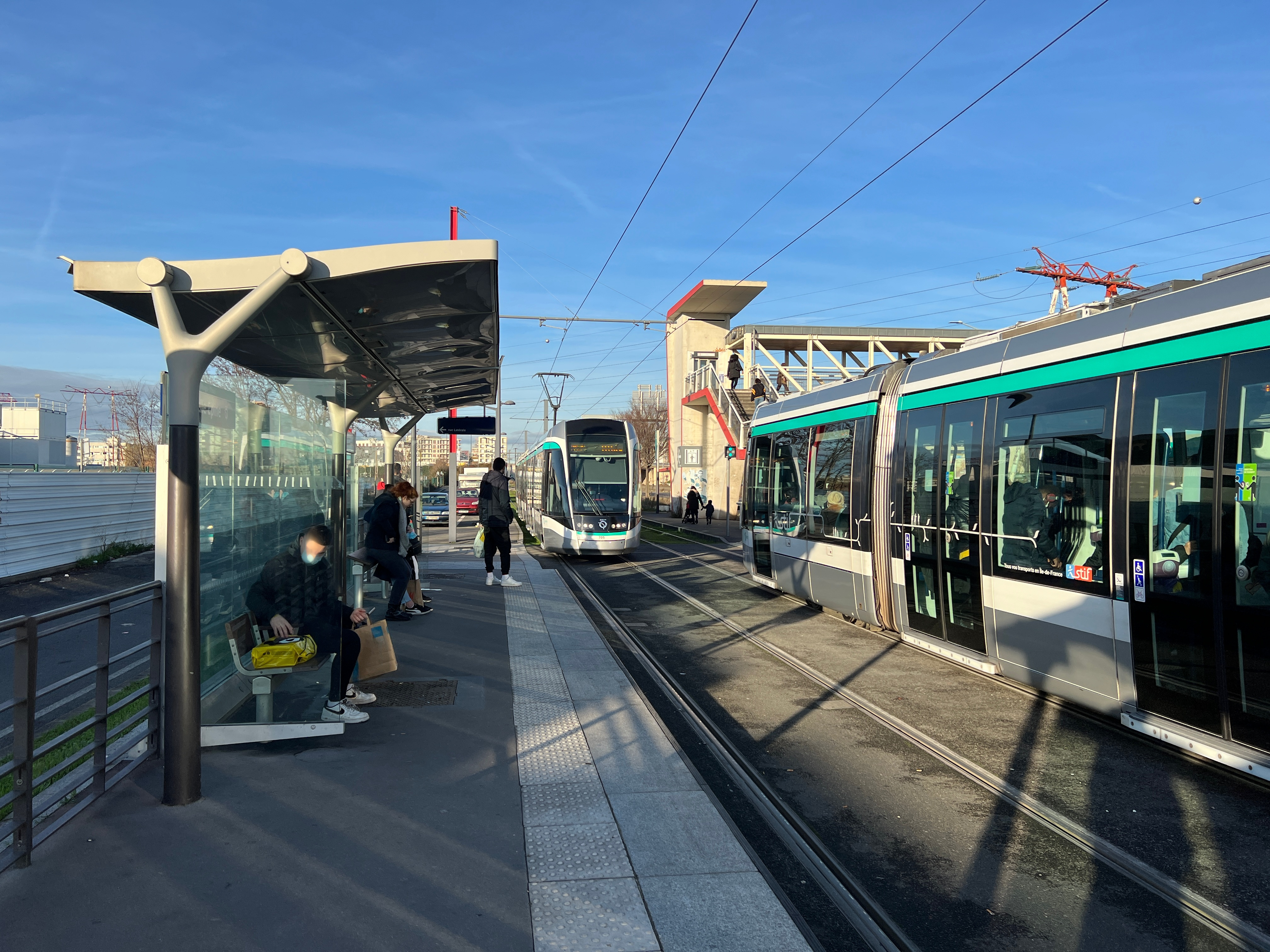
Vue sur la station La Belle Épine du T7.

Il représente un pôle économique très important pour le sud du département, avec environ 2 800 emplois.
Situé à proximité du Marché international de Rungis et de l'aéroport d'Orly, et accessible via plusieurs grands axes routiers, tels que l'A86 et la RN7, le centre commercial accueille dix-huit millions de visiteurs chaque année.
Le centre commercial est également desservi par les transports en commun : le Trans-Val-de-Marne (Tvm) et de nombreuses autres lignes de bus (183, 192, 319, 396 du réseau de bus RATP, 482 du réseau de bus de Seine Grand Orly et 191-100 du Réseau de bus Val d'Yerres Val de Seine) s'y arrêtent 
Depuis le 16 novembre 2013, Belle-Épine est desservi par la ligne T7 du tramway créée à l'époque, à la station La Belle Épine. L'accès se fait via une passerelle permettant de traverser la nationale 7.
Depuis le 24 juin 2024, le centre commercial est desservi à proximité par la ligne 14 du métro avec la station Chevilly-Larue.

## Postérité
En 1997, le centre commercial a été le lieu de tournage de certaines scènes du film Le Cousin,,.

## Thiais-Village

Logotype de Thiais-Village.

Le pôle commercial de Thiais a été agrandi par l'ouverture, le 29 août 2007, de Thiais-Village, un ensemble commercial de douze hectares situé dans la ZAC du Moulin à Cailloux (48° 45′ 34″ N, 2° 23′ 07″ E), c'est-à-dire à environ un kilomètre à l'Est, de l'autre côté du cimetière parisien de Thiais et de l'A86.
Consacré à la maison, aux loisirs, aux sports et à la culture, il sera complété par un village artisanal. Thiais Village développe 41 900 m2 SCU – pour une surface de vente de 33 450 m2 - ainsi que 2 400 places de parking. Thiais Village est une réalisation du groupe Altarea. Son slogan est  « Il y a du shopping dans l'air ».
Thiais Village, selon son promoteur, forme avec Belle Épine « le plus grand pôle commercial d'Europe ».
Thiais Village est desservi par les lignes de bus Tvm, 382 et 393.